# Galagoides zanzibaricus
Galagoides zanzibaricus är en däggdjursart som först beskrevs av Paul Matschie 1893.  Galagoides zanzibaricus ingår i släktet Galagoides och familjen galagoer.
Inga underarter finns listade i Catalogue of Life och Wilson & Reeder (2005). IUCN skiljer mellan två underarter:
- G. z. zanzibaricus, lever på Zanzibar, på andra öar och i Tanzanias lågland.
- G. z. udzungwensis, hittas i Udzungwabergen, Ulugurubergen och Usambarabergen.

## Utseende
Arten blir 14 till 15 cm lång (huvud och bål) och har en 12 till 15 cm lång svans. Den genomsnittliga vikten är 147 g. Individerna har en tjock och mjuk päls som är brunaktig på ovansidan och ljusare brun på undersidan. Liksom hos andra galagoer förekommer stora ögon och bakben som är tydlig större än de främre extremiteterna.

## Utbredning och habitat
Denna primat förekommer med flera från varandra skilda populationer i Tanzania och på Zanzibar. Arten vistas i låglandet och i låga bergstrakter upp till 1100 meter över havet. Habitatet utgörs främst av tropiska fuktiga skogar. I samma levnadsområde förekommer några närbesläktade arter som Otolemur garnettii, Galagoides orinus och Galagoides cocos.

## Ekologi
Galagoides zanzibaricus är aktiv på natten och klättrar nästan hela tiden i träd. Den kan även utföra längre skutt. Individerna lever utanför parningstiden ensam och de har allmänt avgränsade revir som är 1,6 till 2,8 hektar stort. Ibland delar två eller tre honor revir och de kan vila tillsammans men de letar ensamma efter föda. Vid revirens gränser kan en viss överlappning förekomma. För kommunikationen finns höga skrik men det är inte utredd om det är varningsrop eller om individen vill påpeka sin position för andra individer.
Denna primat äter frukter, nektar, naturgummi och trädens vätskor samt insekter och några andra smådjur. Arten jagas i sin tur av genetter och pufformar.
Hos arten förekommer två kullar per år och ungarna föds mellan februari och mars respektive mellan augusti och oktober. Hanen parar sig med alla honor som delar ett revir. Dräktigheten varar cirka 120 dagar och sedan föds oftast en unge, sällan tvillingar. Ungen diar sin mor cirka fyra veckor. Hanar blir könsmogna efter ett år och honor ungefär 100 dagar tidigare. Enligt obekräftade berättelser kan Galagoides zanzibaricus leva 16,5 år, den äldsta individen i fångenskap levde något över 12 år.

## Status
Galagoides zanzibaricus hotas i viss mån av skogsavverkningar när jordbruksmark eller trädodlingar etableras. Allmänt är primaten inte sällsynt och beståndet anses vara stabilt. IUCN kategoriserar arten globalt som livskraftig.